# Фаик Сюлейман паша
Фаик Сюлейман паша (на турски: Faik Süleyman Paşa) е османски офицер, генерал.

## Биография
Роден е в град Велес през 1876 година.